# Faith (Ghost)
Faith è un singolo del gruppo musicale svedese Ghost, pubblicato come terzo estratto dal loro quarto album in studio Prequelle. Ha raggiunto il numero sei nella classifica di Billboard Mainstream Rock Songs nel settembre 2019.

## Descrizione
Il titolo della canzone è stato rivelato per la prima volta nel febbraio 2018, e successivamente ha debuttato dal vivo all'inizio di maggio 2018, quasi un mese prima della sua uscita sul rispettivo album in studio, Prequelle. Un video musicale stato pubblicato il 20 dicembre 2018. Il video consiste in un filmato di performance dal vivo della tappa nordamericana della band del loro tour A Pale Tour Named Death, ed è stato diffuso per celebrare il completamento della prima parte del tour. Il video è stato diretto da Bill Yukich. Il video include filmati di folle che guardano la band che esegue la canzone davanti allo sfondo del palco che è stato fatto sembrare l'esterno di una chiesa, con vetrate che mostrano raffigurazioni del Cardinale Copia e di Papa Emeritus.

La canzone non va confusa con l'omonimo brano di George Michael. La canzone contiene incalzanti riff di chitarra heavy e melodie simili ai gospel. La canzone e tra quelle nelle quali il frontman Tobias Forge suona l'assolo chitarra. A questo proposito Forge ha dichiarato: 
Loudwire ha descritto la canzone come "uno dei momenti più metal di Prequelle", e ha interpretato il suo testo come la risposta di Forge all'essere portato in tribunale dai precedenti membri della band nel 2017, che Forge ha poi vinto, in particolare per i versi "A fecal trail across the land  /Although it stinks, feels, and looks identical / A pack of fools take the stand" ("Una scia di feci attraverso la terra / Anche se puzza, si sente e sembra identico / Un branco di sciocchi prende posizione").

## Formazione
- Cardinal Copia - voce, chitarra solista
- Nameless Ghouls: chitarra ritmica, basso, tastiere, batteria